# Audi 100 C1
De Audi 100 C1 is de eerste versie van de Audi 100, die in 1968 werd geïntroduceerd. Het model kwam op de markt als vierdeurs sedan.  Vanaf 1969 was er ook een tweedeurs coach leverbaar en in 1970 kwam daar ook nog de Audi 100 Coupé S bij.

## Geschiedenis
Volkswagen had eind jaren zestig van de twintigste eeuw de Audi-fabriek in Ingolstadt gekocht om de productiecapaciteit voor zijn eigen auto's te vergroten. Daarmee zou er eigenlijk een einde aan het merk Audi zijn gekomen. Er was echter een ingenieur bij Audi die het daar niet mee eens was en in het geheim een nieuw model ontwikkelde. Toen dat af was en het gepresenteerd werd aan de directie van Volkswagen was die wel enthousiast en gaf toestemming voor productie. Men plande 100.000 exemplaren te bouwen en te verkopen. Het werden er uiteindelijk meer dan 825.000. Zo werd het merk Audi gered.

## Specificaties
De Audi 100 C1 was leverbaar in de volgende uitvoeringen:
- Audi 100 (1968-1974)
- Audi 100 L (1974-1976)
- Audi 100 S (1968-1976)
- Audi 100 LS (1968-1976)
- Audi 100 GL (1971-1976)
- Audi 100 Coupé S (1970-1976)

Vanaf april 1970 was de 100 LS optioneel verkrijgbaar met een drietrapsautomaat. In september 1971 ondergingen de wagens een eerste facelift. Alle sedans kregen een klep over de tankdop, het uitrustingniveau werd aangepast en de motoren kregen een update.  De nieuwe basismotor werd een 1,8 liter benzinemotor met 85 pk, 5 pk meer dan de oorspronkelijke basismotor. De premium uitvoering van de 1,8 liter benzinemotor in de 100 S en LS kreeg 100 pk, 10 pk meer dan voorheen. Daarnaast was voortaan ook voor alle modellen de optie stuurbekrachtiging beschikbaar.
Het nieuwe topmodel werd de 100 GL met dezelfde 1,9 liter motor die ook gebruikt werd in de 100 Coupé S. Door een gewijzigde compressieverhouding daalde het vermogen van de 1,9 liter motor echter van 115 pk tot 112 pk.  De 100 GL kreeg hetzelfde radiatorrooster met dubbele koplampen dat ook gebruikt werd bij de 100 Coupé S.  Net als de Coupé kon ook de GL nu tegen meerprijs uitgerust worden met de optionele drietrapsautomaat.

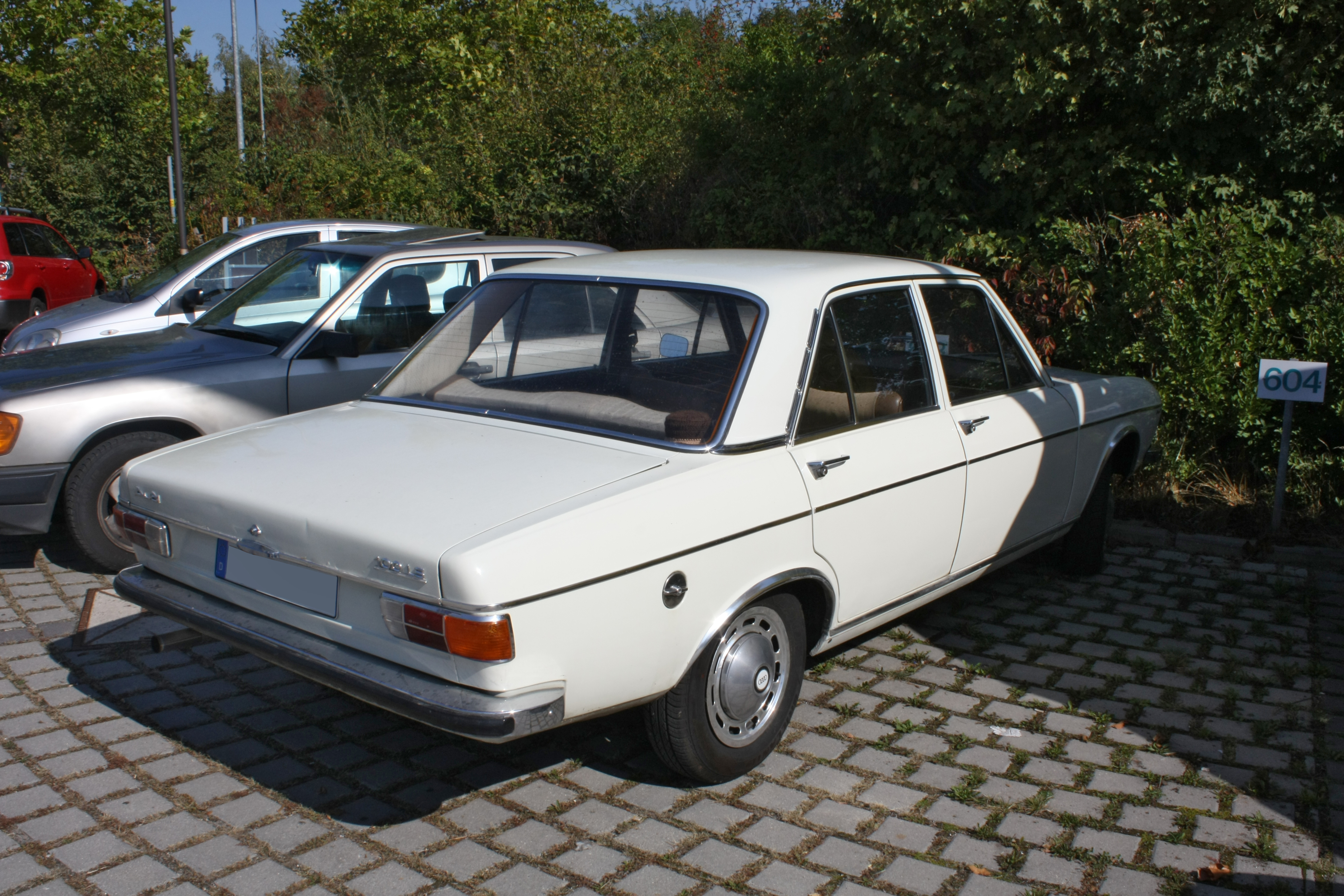
Audi 100 LS (1968–1971)
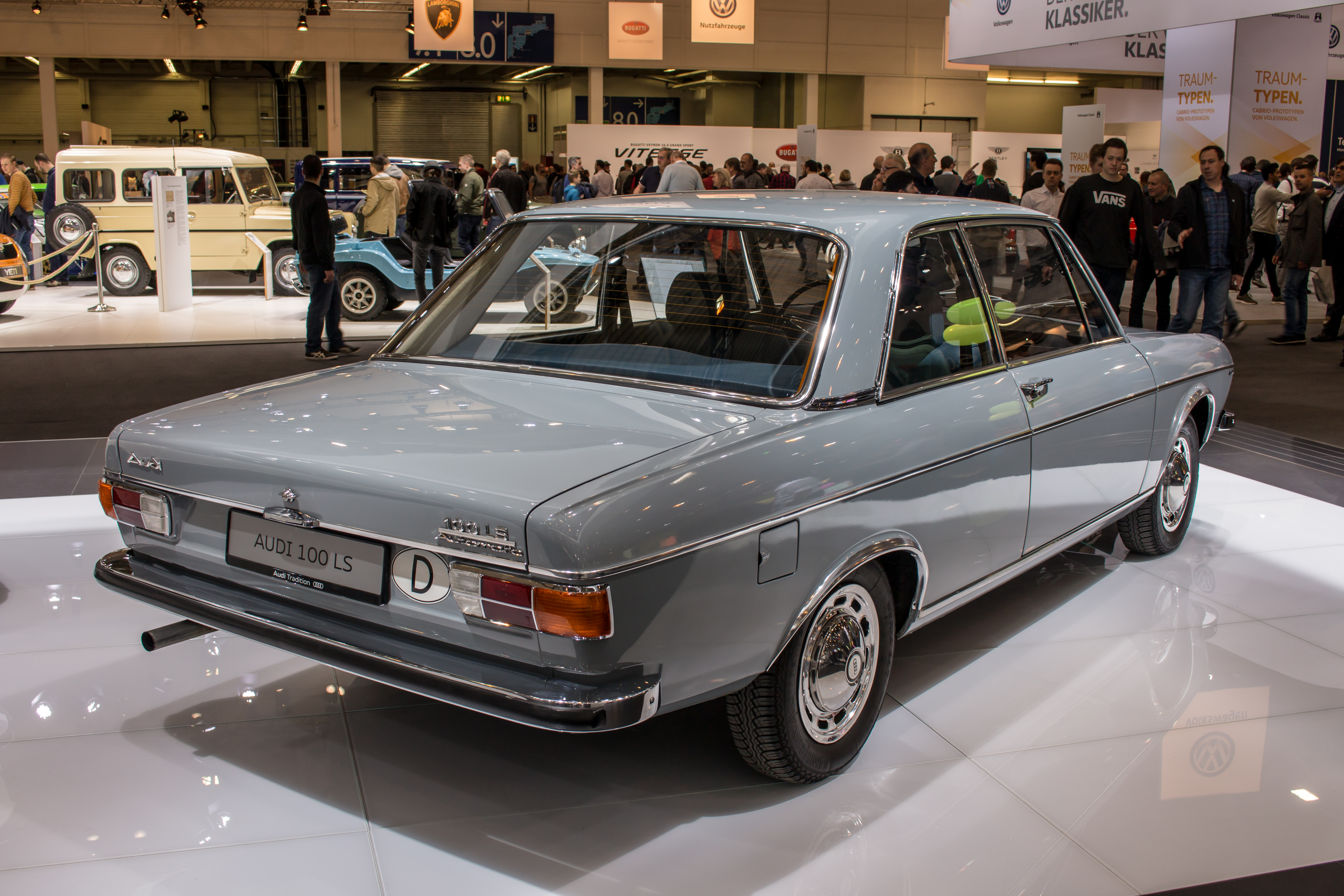
Audi 100 LS (1971–1973)
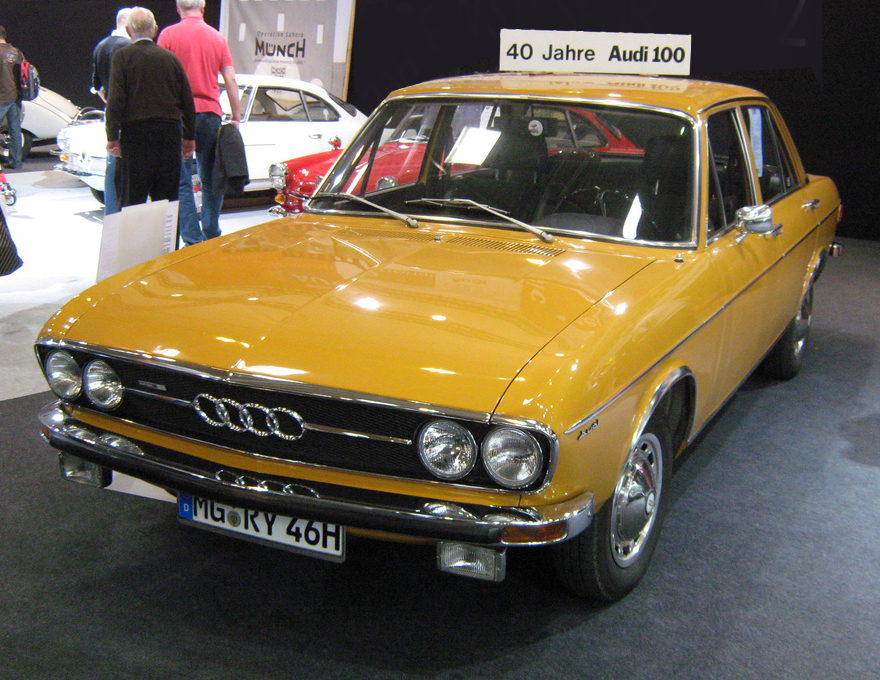
Audi 100 GL (1971–1973)
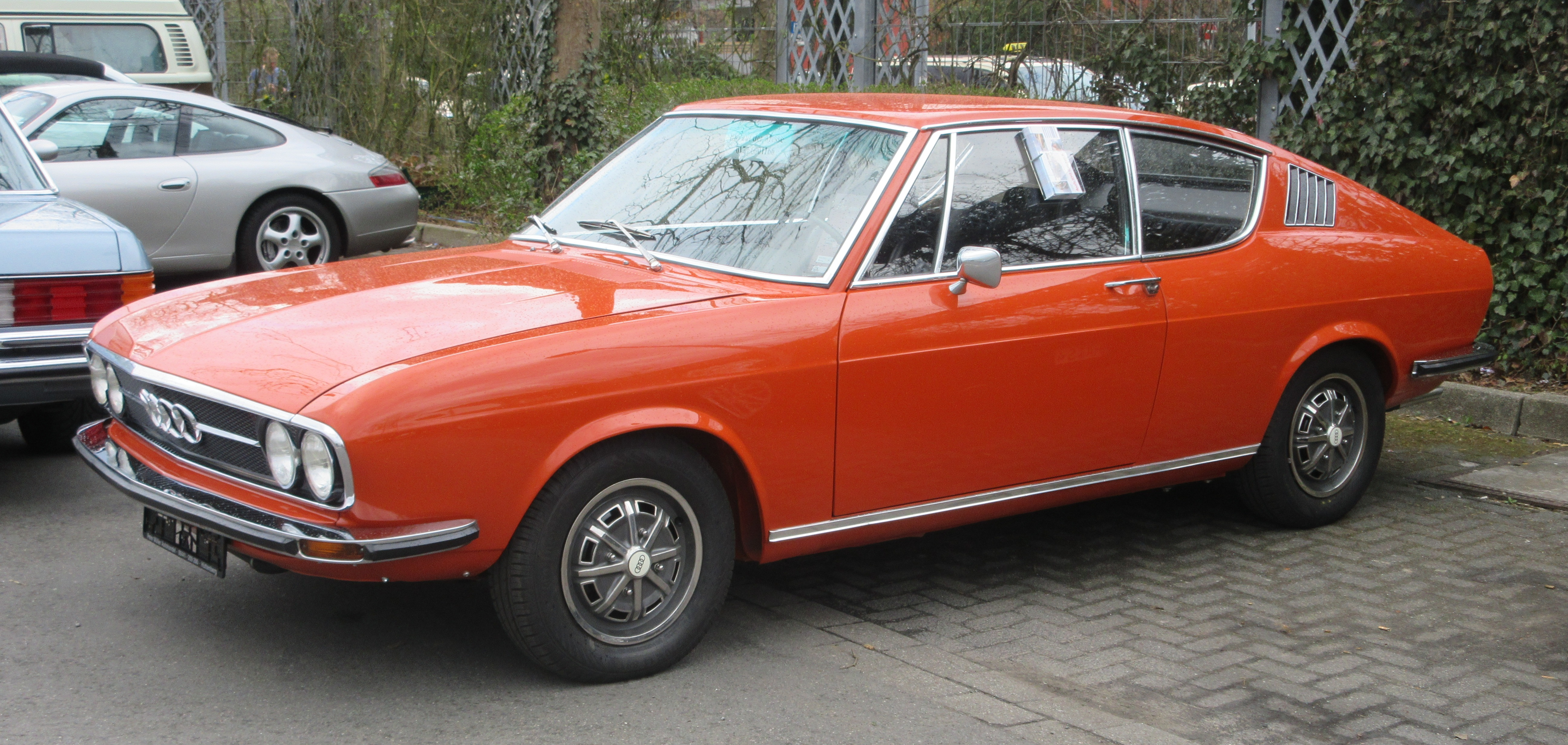
Audi 100 Coupé S (1970–1976)

In september 1973 werden opnieuw een aantal wijzigingen doorgevoerd: de voorkant werd hertekend met een radiatorrooster in kunststof en een motorkap en voorvleugels die hoekiger werden. Achteraan kregen de sedans nieuwe lichtblokken en ook de achterwielophanging werd gewijzigd. Bovendien kregen alle modellen veiligheidsgordels (automatische gordels met hoofdsteunen op de GL en Coupé S) en een intervalschakelaar op de ruitenwissers.
De Audi 100 C1 kreeg in september 1974 een laatste facelift. Alle versies kregen bredere velgen en gewijzigde bumpers met zwarte kunststofkappen aan de uiteinden. De 1,8 liter basismotor werd vervangen door de even krachtige 1,6 liter benzinemotor uit de Audi 80. Deze motor was echter niet leverbaar met stuurbekrachtiging.
In de zomer van 1976 werd de 100 C1 vervangen door de Audi 100 C2.  De productie van de 100 C1 voor de Noord-Amerikaanse markt liep nog tot maart 1977.

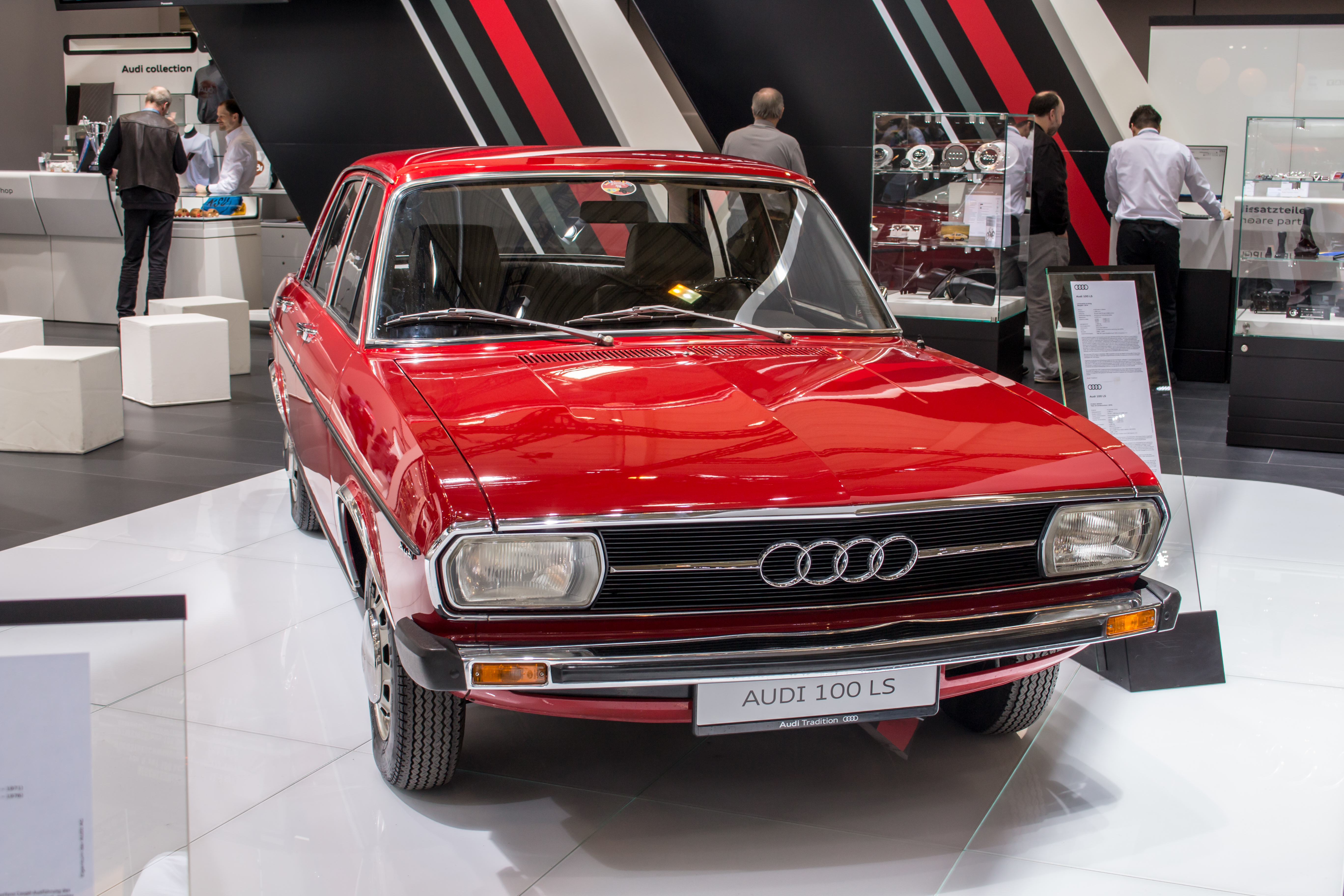
Audi 100 LS (1974-1976)
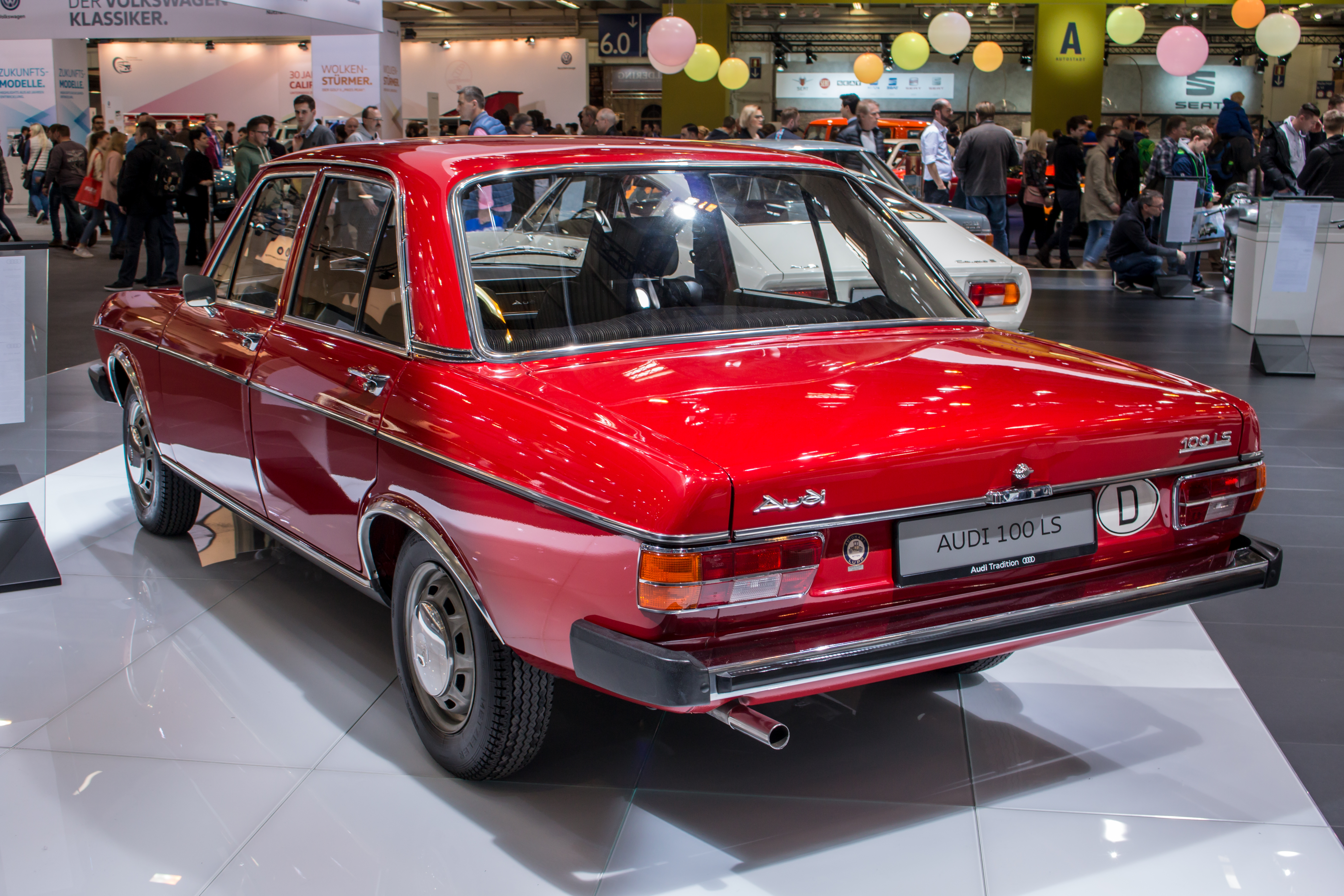
Audi 100 LS (1974-1976)
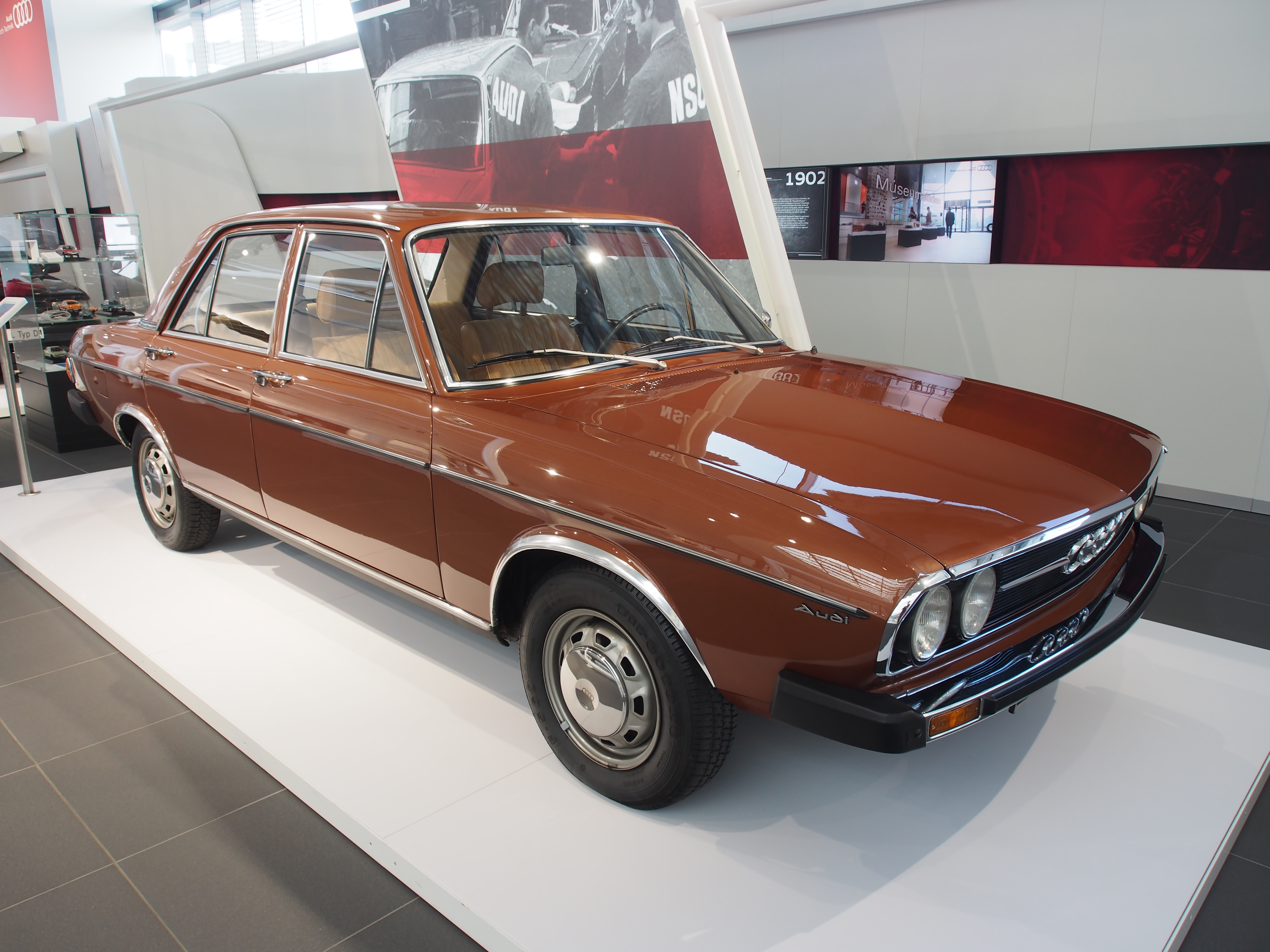
Audi 100 GL (1974-1976)

## Motoren
| Type | Motor     | Motor     | Motor                | Vermogen     | Modellen            | Jaartal   |
| Type | Inhoud    | Cilinders | Brandstofvoorziening | Vermogen     | Modellen            | Jaartal   |
| ---- | --------- | --------- | -------------------- | ------------ | ------------------- | --------- |
| 1.6  | 1.577 cm³ | 4-in-lijn | carburateur          | 63 kW/85 pk  | 100 L               | 1974-1976 |
| 1.8  | 1.760 cm³ | 4-in-lijn | carburateur          | 59 kW/80 pk  | 100                 | 1968-1971 |
| 1.8  | 1.760 cm³ | 4-in-lijn | carburateur          | 66 kW/90 pk  | 100 S               | 1968-1971 |
| 1.8  | 1.760 cm³ | 4-in-lijn | carburateur          | 66 kW/90 pk  | 100 S, 100 LS       | 1968-1971 |
| 1.8  | 1.760 cm³ | 4-in-lijn | carburateur          | 63 kW/85 pk  | 100                 | 1971-1974 |
| 1.8  | 1.760 cm³ | 4-in-lijn | carburateur          | 74 kW/100 pk | 100 S, 100 LS       | 1971-1976 |
| 1.9  | 1.871 cm³ | 4-in-lijn | 2 carburateurs       | 85 kW/115 pk | 100 Coupé S         | 1970-1971 |
| 1.9  | 1.871 cm³ | 4-in-lijn | carburateur          | 82 kW/112 pk | 100 GL, 100 Coupé S | 1971-1976 |